# 瀨峰車站
瀨峰車站（日语：／ Semine eki */?）是一由東日本旅客鐵道（JR東日本）的所經營鐵路車站，位於日本宮城縣栗原市瀨峰下田。田尻是JR東北本線沿線的車站，屬JR東日本仙台支社管轄的車站之一，由小牛田車站負責管理。瀨峰車站曾是所在地瀨峰町的主車站，但今日的瀨峰町早已不存在，成為栗原市的一部份。
在1921年至1968年間，瀨峰車站曾經是仙北鐵道（包含登米線與築館線兩條路線）與日本國有鐵道路線唯一的交會車站，但隨著一般公路運輸的發達，該公司早已解散廢線多年。今日在已經改為車站停車場的仙北鐵道舊跡旁，還可以見到一「仙北鐵道瀨峰站跡」的紀念碑。

## 車站結構
側式月台1面1線與島式月台1面2線，合計2面3線的地面車站。與站舍設有跨線天橋連接。月台上設有候車室。

### 月台配置
| 月台 | 路線         | 方向         | 目的地         |
| ---- | ------------ | ------------ | -------------- |
| 1    | ■東北本線    | 下行         | 一之關方向     |
| 2    | （預留月台） | （預留月台） | （預留月台）   |
| 3    | ■東北本線    | 上行         | 仙台、上野方向 |

## 相鄰車站
東日本旅客鐵道
■東北本線
田尻－瀨峰－梅澤

## 外部連結
- （日語）瀨峰車站（JR東日本） （页面存档备份，存于）